# SDB-001
SDB-001（N-(1-金刚烷基)-1-戊基-1H-吲哚-3-甲酰胺，N-(1-adamantyl)-1-pentyl-1H-indole-3-carboxamide，缩写APICA）是一种含氮有机化合物，化学式为C24H32N2O，可作为大麻素受体的激动剂，在黑市上以韩国女团“2NE1”的名字销售。